# GSG-5卡賓槍
GSG-5是由德國運動槍有限公司研製及生產的一種.22口徑半自動步槍。値得一提的是，德國運動槍有限公司是一間氣槍批發商。

## 設計
GSG-5在外型上與黑克勒-科赫的HK MP5衝鋒槍極為相似，而且兩槍的部份零件也能夠通用，包括：槍托、護木、撞針和瞄具等。其零件均由德國運動槍有限公司負責生產，當中他們更有自行衍生出附戰術導軌的護木和可伸縮式槍托等專用零件。較有趣的是，一些來自氣槍版MP5的零件也能夠用在GSG-5上。
GSG-5的供彈具包括2、10、15和22發容量的彈匣和110發容量的彈鼓。
在瞄具方面，GSG-5採用了來自MP5的可調式鼓式機械瞄具。除此之外，用戶也可透過於其機匣頂部裝上戰術導軌來對應各種瞄準鏡。

## 訴訟
在2009年，黑克勒-科赫曾向德國運動槍有限公司和美國戰術進口公司提出外觀侵權訴訟。這場官司的解決方案是德國運動槍有限公司停止生產GSG-5，戰術進口公司停止進口此槍。儘管如此，剩餘的產品在2010年1月31日前仍可被允許出售。

## 衍生型
- GSG-5 A：使用230毫米槍管的版本。
- GSG-5 L：使用414毫米槍管的版本，配有假抑制器。
- GSG-5 SD：類似於GSG-5 L，具有較大的前握把和假抑制器，外觀上類似於MP5-SD。
- GSG-5 P：手槍版本，不具槍托，槍管長度與A型相同。
- GSG-5 PK：類似於GSG-5 P，但使用了更短的119毫米槍管和更短的護木。

## 另見
- HK MP5衝鋒槍
- SIG 522LR半自動步槍

## 外部連結
- GSG-5 官網
- 使用者手冊
- The GSG fun gun: a rimfire clone of the HK MP-5 （页面存档备份，存于） - Guns Magazine
- GSG-5的圖片